# Vzduchový filtr
Vzduchový filtr pevných částic je zařízení, které v procesu filtrace (čištění) vzduchu (plynu) separuje pevné částice (např. prach) z proudu protékajícího vzduchu a dále je zadržuje na povrchu nebo mezi filtračními prvky (např. vlákny) prostřednictvím mechanismů filtrace. Nečistoty ve vzduchu mohou vést k poškození zařízení, snížení kvality produkce a ohrožení zdraví pracovníků. Z toho důvodu je použití efektivních vzduchových filtrů nezbytné pro odstranění prachových částic, mikroorganismů a dalších nečistot.
Mechanismy filtrace
Jevy způsobující separaci částic prachu z proudu vzduchu (plynu) a jejich zadržení na povrchu nebo mezi filtračními elementy (např. vlákny). K základním mechanismům filtrace patří:
- difúze (molekulární)
- setrvačný náraz (inertní)
- uchycení
- gravitační usazení
- elektrostatické působení.

Proces čištění plynu (vzduchu) je výsledkem složité soustavy jevů (působících v prostoru filtračního zařízení), jež jsou příznivé vůči odstranění částic z plynu a jejich usazení na povrchu kolektoru (vlákna). Během dostatečně dlouhého pobytu částic v oblasti působení různých sil a jevů se mohou částice v důsledku přímého nárazu usazovat na povrchu kolektoru nebo mohou být k němu působením filtračních mechanismů nasměrovány. Tyto mechanismy mohou působit odděleně nebo v určité kombinaci, přičemž působení jednoho z těchto faktorů je vždy dominantní.

## Právní základ
V České republice pro klasifikaci vzduchových filtrů platí tyto české technické normy:
- ČSN EN 779: 2012 Filtry atmosférického vzduchu pro odlučování částic pro všeobecné větrání – Stanovení filtračních parametrů
- ČSN EN 1822-1:2009 Vysoce účinné filtry vzduchu (HEPA a ULPA) – Část 1: Klasifikace, ověřování vlastností, označování
- ČSN EN 1822-2:2009 Vysoce účinné filtry vzduchu (HEPA a ULPA) – Část 2: Výroba aerosolu, měřicí zařízení, statistické počítání částic
- ČSN EN 1822-3:2009 Vysoce účinné filtry vzduchu (HEPA a ULPA) – Část 3: Zkušební média plochých filtrů
- ČSN EN 1822-4:2009 Vysoce účinné filtry vzduchu (HEPA a ULPA) – Část 4: Stanovení propustnosti filtračních prvků (skenovací metoda)
- ČSN EN 1822-5:2009 Vysoce účinné filtry vzduchu (HEPA a ULPA) – Část 5: Stanovení účinnosti filtračních prvků

## Rozdělení a použití filtrů

### Rozdělení filtrů dle třídy filtrace
Vstupní filtr

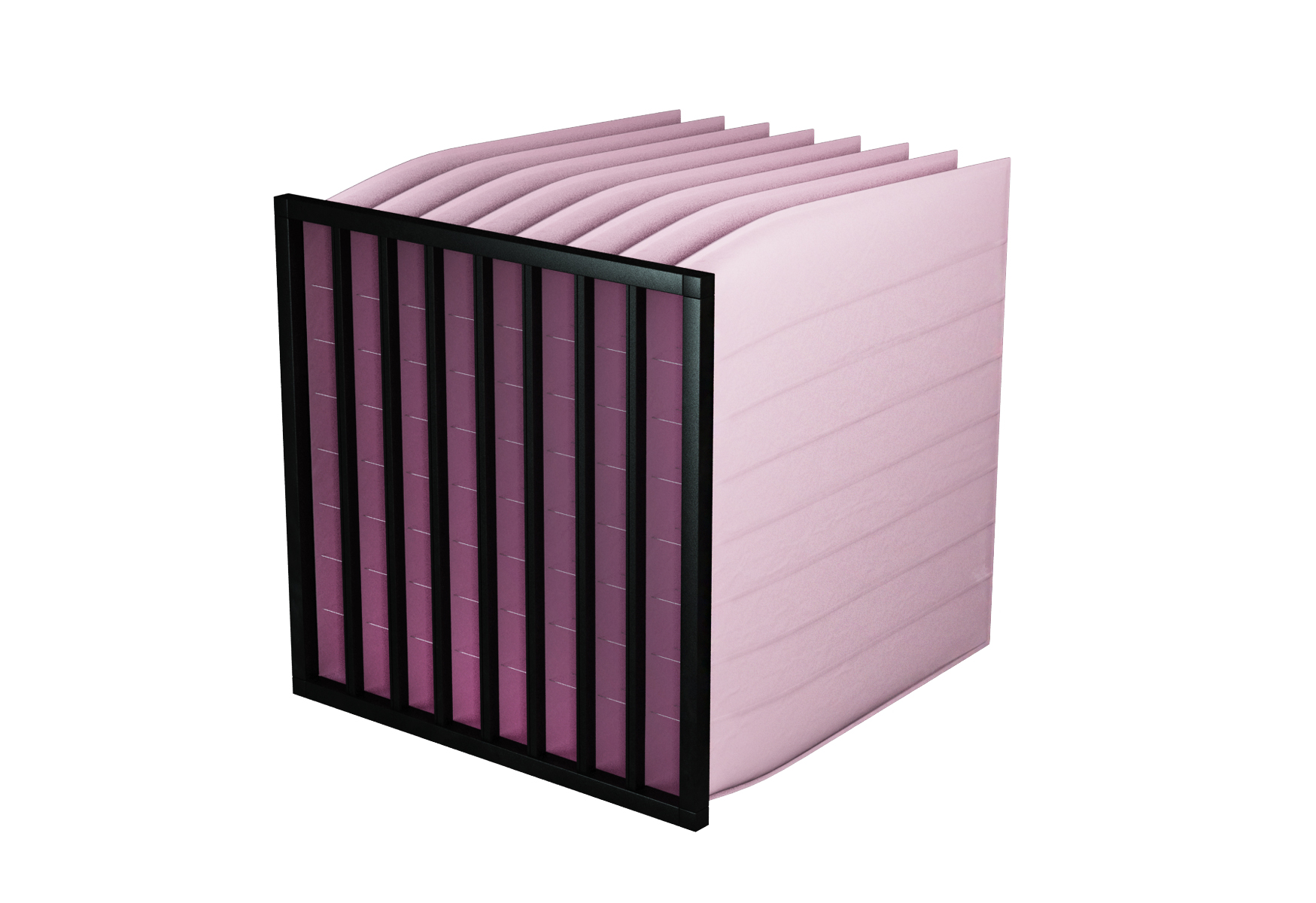
Filtr kapsový

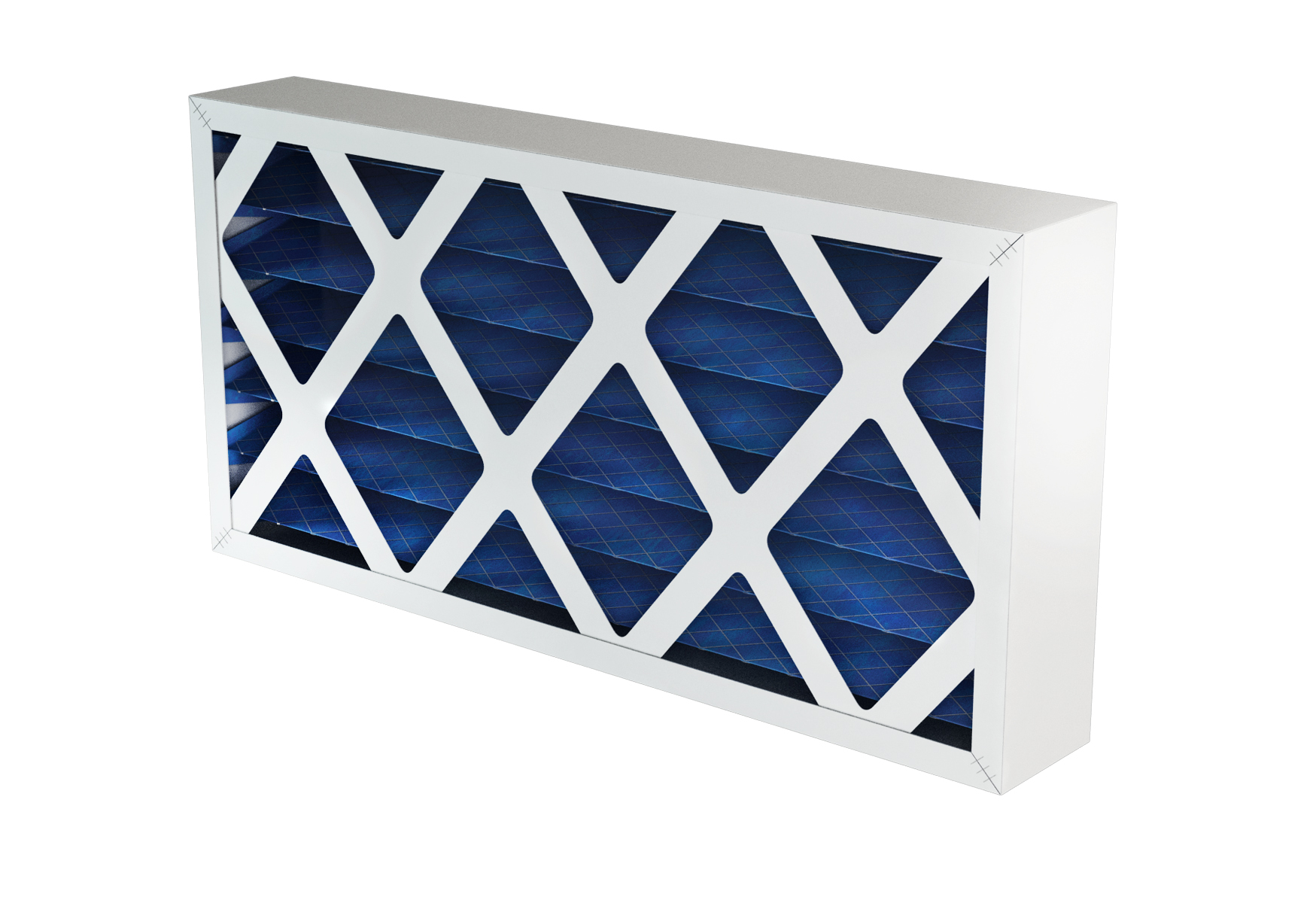
Filtr rámečkový

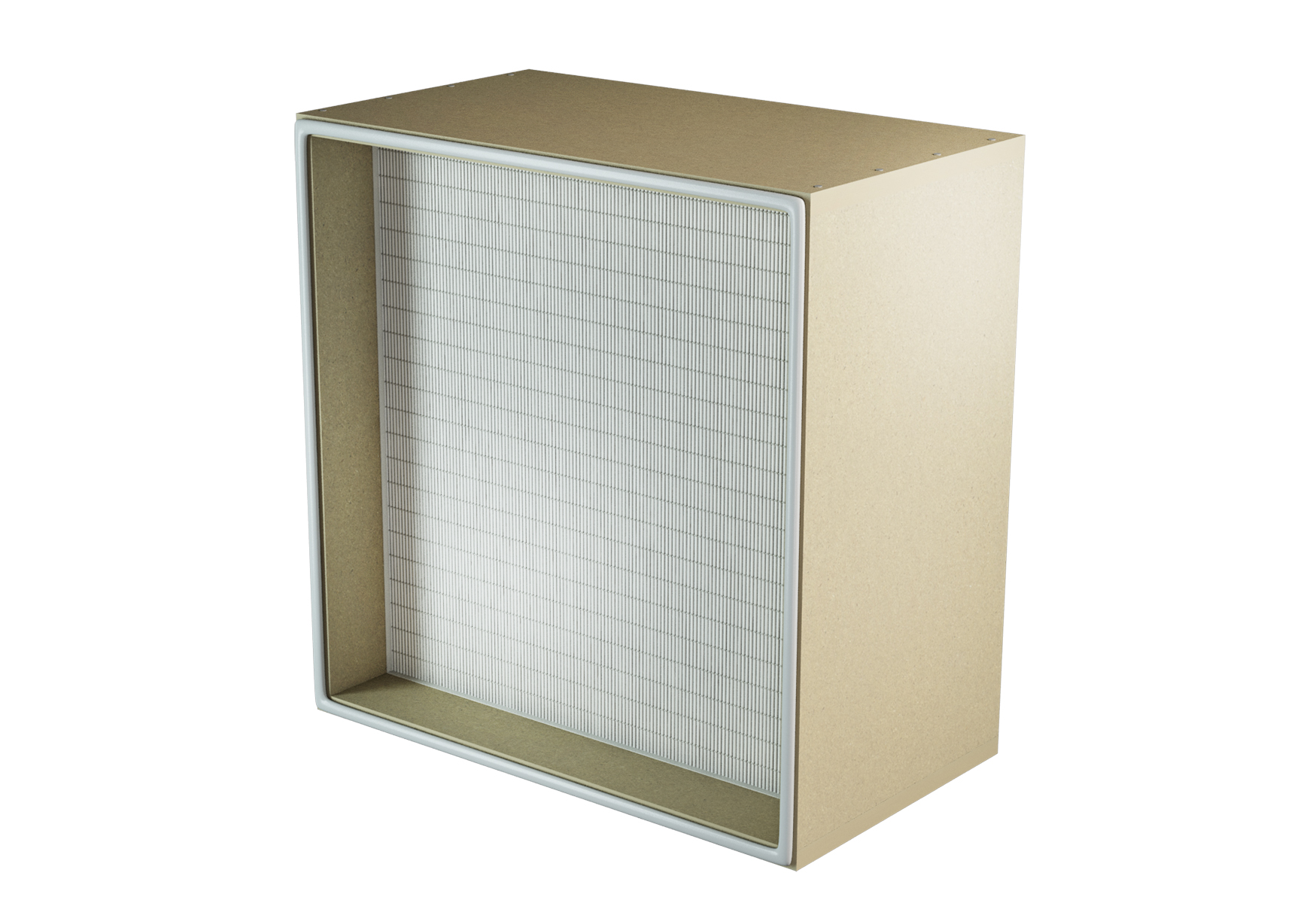
Filtr kompaktní

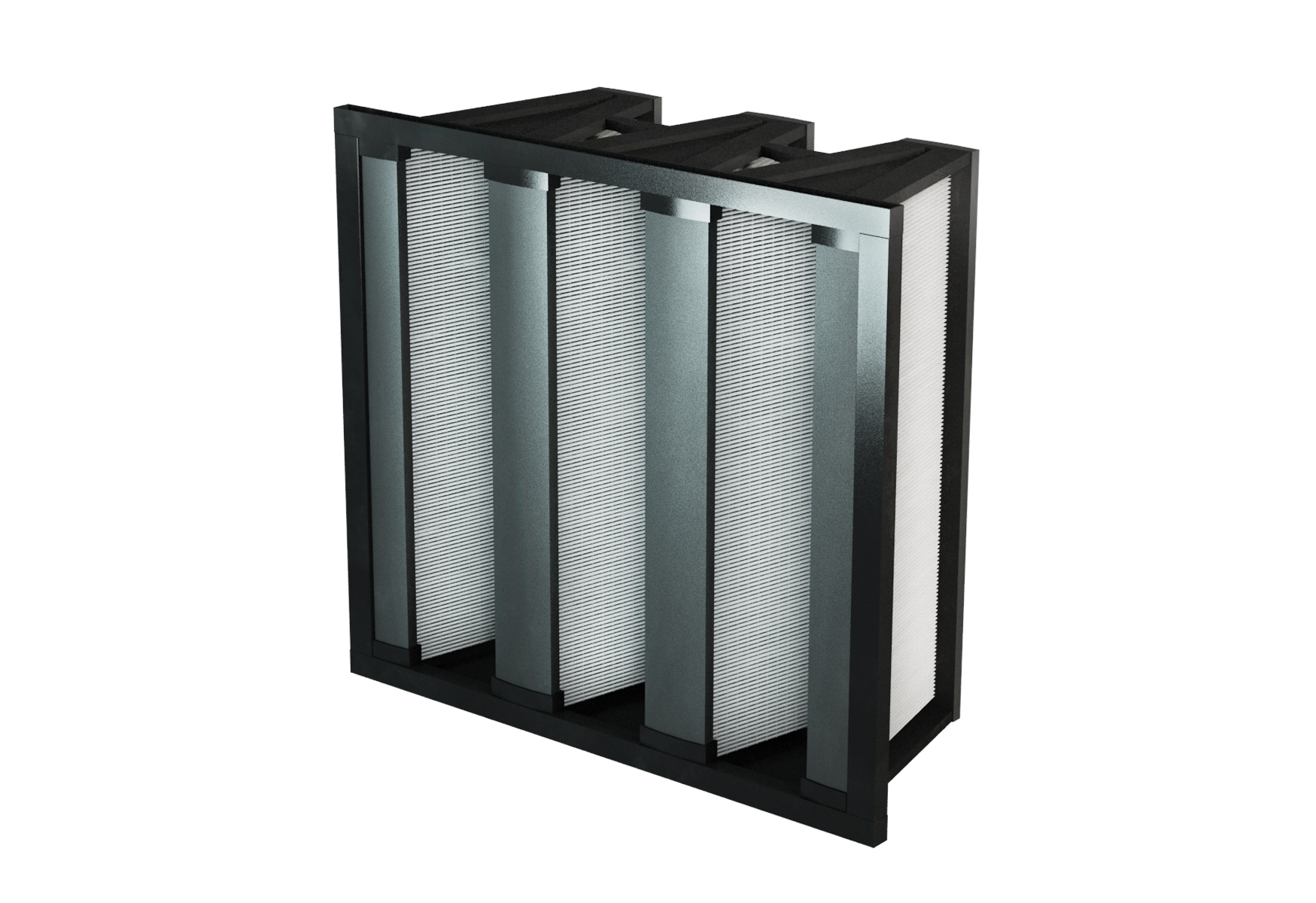
Filtr typu V

Vzduchový filtr zařazený do jedné ze tříd – G1,G2,G3,G4.
Pro použití jako:
- filtr 1. stupně čištění nebo hlavní filtr systému HVAC
- filtr ochrany zařízení systému HVAC
- předfiltr před filtry s vyšší účinností filtrace
- filtr odváděného vzduchu v lakýrnických komorách a kuchyních
- filtr v autonomních klimatizátorech (např. okenních)
- vstupní filtr pro filtry třídy M6 ÷ F8

Filtr medium (střední)
Vzduchový filtr zařazený do jedné ze tříd – M5, M6.
Pro použití jako:
- filtr 1. stupně čištění nebo hlavní filtr systému HVAC

- filtr ochrany zařízení systému HVAC
- filtr pro čištění vzduchu do místností a výrobních procesů
- předfiltr před filtry s vyšší účinností filtrace
- vstupní filtr pro filtry třídy F7 ÷ F9

Jemný filtr
Vzduchový filtr zařazený do jedné ze tříd – F7, F8, F9.
Pro použití jako:
- filtr 2. stupně čištění nebo hlavní filtr systému HVAC
- filtr pro čištění vzduchu do kancelářských místností, nemocnic, zpracování potravinových produktů, výrobních procesů (např. aerosoly)
- filtr systému přípravy vzduchu pro filtry EPA, HEPA, ULPA

Filtr EPA
Vzduchový filtr (Efficient Particulate Air filtr – efektivní vzduchový filtr) zařazený do jedné ze tříd – E10, E11, E12.
Pro použití v instalacích:
- stropů operačních sálů
- vzduchových kanálech vyžadujících nejvyšší stupeň čištění vzduchu a kontrolovaného proudění
- systémů HVAC v nemocnicích, potravinovém průmyslu, farmaceutickém průmyslu

Filtr HEPA
Vzduchový filtr (High Efficient Particulate Air filter – velmi účinný vzduchový filtr) zařazený do jedné ze tříd – H13, H14.
Pro použití v instalacích:
- čistých místností (cleanroom) s laminárním a turbulentním prouděním, sterilních
- v zařízeních cleanbench, glovebox
- stropů operačních sálů
- jako koncový filtr ve stropech laminárních, filtračních stěn
- vzduchových kanálech vyžadujících nejvyšší stupeň čištění vzduchu a kontrolovaného proudění
- systémů HVAC v nemocnicích, potravinovém průmyslu, farmaceutickém, elektronickém, optickém
- systémů HVAC jaderných elektráren, biotechnologií, zón ohrožených bakteriální kontaminací

Filtr ULPA
Vzduchový filtr (Ultra Low Penetration Air filter – vzduchový filtr s velmi nízkou penetrací) zařazený do jedné ze tříd – U15, U16, U17.
Pro použití v instalacích:
- čistých místností (cleanroom) s laminárním a turbulentním prouděním, sterilních
- v zařízeních cleanbench, glovebox
- stropů operačních sálů
- jako koncový filtr ve stropech laminárních, filtračních stěnách
- vzduchových kanálech vyžadujících nejvyšší stupeň čištění vzduchu a kontrolovaného proudění
- systémů HVAC v nemocnicích, potravinovém průmyslu, farmaceutickém, elektronickém, optickém
- systémů HVAC jaderných elektráren, biotechnologií, zón ohrožených bakteriální kontaminací

### Rozdělení filtrů dle konstrukce
- Filtr kapsový

Vzduchový filtr vyráběný v podobě filtrační vložky nepropustně uzavřené v odpovídajícím rámu (papír, kov, plast, polyuretanová pěna) o tloušťce větší než 150 mm. Jako filtrační vložka jsou používány netkané textilie nebo papíry (vlákno skleněné nebo syntetické) ve formě ploché nebo plisované technikami minipleat (novější) a deepleat (technika hliníkových separátorů, starší). Kompaktní filtry jsou klasifikovány v souladu s normou EN 779: 2012 a EN 1822: 2009 a jsou vyráběny v rozmezí tříd filtrace G2 – U17.
- Filtr rámečkový

Vzduchový filtr vyráběný v podobě filtrační vložky nepropustně uzavřené v odpovídajícím rámu (papír, kov, plast, polyuretanová pěna) do tloušťky 149 mm. Jako filtrační vložka jsou používány netkané textilie nebo papíry (vlákno skleněné nebo syntetické) ve formě ploché nebo plisované technikami minipleat (novější) a deepleat (technika hliníkových separátorů, starší). Filtry rámečkové jsou klasifikovány v souladu s normou EN 779: 2012 a také EN 1822: 2009 a jsou vyráběny v rozmezí tříd filtrace G2 – U17.
- Filtr kompaktní

Vzduchový filtr vyráběný v podobě filtrační vložky nepropustně uzavřené v odpovídajícím rámu (papír, kov, plast, polyuretanová pěna) o tloušťce větší než 150 mm. Jako filtrační vložka jsou používány netkané textilie nebo papíry (vlákno skleněné nebo syntetické) ve formě ploché nebo plisované technikami minipleat (novější) a deepleat (technika hliníkových separátorů, starší). Kompaktní filtry jsou klasifikovány v souladu s normou EN 779: 2012 a EN 1822: 2009 a jsou vyráběny v rozmezí tříd filtrace G2 – U17.
- Filtr typu V

Tyto filtry se skládají z několika filtračních paketů pracujících v systému V nepropustně upevněných ke konstrukci filtru polyuretanovou nebo silikonovou (odolnou proti vyšší teplotě) směsí. Filtrační paket je filtrační papír vyrobený ze slisovaného rouna skleněných mikrovláken plisovaný technikou minipleat. Velmi odolná a pevná konstrukce těchto filtrů umožňuje práci v systémech s proměnlivým a turbulentním proudem vzduchu. Filtry typu V jsou klasifikovány v souladu s normou EN 779: 2012 a EN 1822: 2009 a jsou vyráběny v rozmezí tříd filtrace M6 – H13.

## Klasifikace filtrů
| Skupina             | Třída filtrace | Koncová 'tlaková' ztráta | Střední stupeň 'odlučivosti' (Am) syntetického prachu (%) | Střední stupeň účinnosti ('Em) částic 0.4 µm' (%) | Minimální účinnost ('ME)1) u částic 0.4 µm' v elektricky vybitém stavu (%) |
| ------------------- | -------------- | ------------------------ | --------------------------------------------------------- | ------------------------------------------------- | -------------------------------------------------------------------------- |
| Hrubý prach         | G1             | 250 Pa                   | 50 ≤ Am < 65                                              | –                                                 | –                                                                          |
| Hrubý prach         | G2             | 250 Pa                   | 65 ≤ Am < 80                                              | –                                                 | –                                                                          |
| Hrubý prach         | G3             | 250 Pa                   | 80 ≤ Am < 90                                              | –                                                 | –                                                                          |
| Hrubý prach         | G4             | 250 Pa                   | 90 ≤ Am                                                   | –                                                 | –                                                                          |
| Středně hrubý prach | M5             | 450 Pa                   | –                                                         | 40 ≤ Em < 60                                      | –                                                                          |
| Středně hrubý prach | M6             | 450 Pa                   | –                                                         | 60 ≤ Em < 80                                      | –                                                                          |
| Jemný prach         | F7             | 450 Pa                   | –                                                         | 80 ≤ Em < 90                                      | 35                                                                         |
| Jemný prach         | F8             | 450 Pa                   | –                                                         | 90 ≤ Em < 95                                      | 55                                                                         |
| Jemný prach         | F9             | 450 Pa                   | –                                                         | 95 ≤ Em                                           | 70                                                                         |

1)Minimální účinnost je zde nejnižší hodnotou účinnosti filtrace mezi počáteční úrovní účinnosti filtrace, účinnosti filtrace při elektrostaticky vybitém stavu filtrační tkaniny, nejnižší úrovní účinnosti filtrace vypozorované během zkušebních postupů.
| Skupina 'filtrů' | Třída 'filtrace' | Celková hodnota účinnosti (%) | Celková hodnota průniku (%) | Lokální hodnota účinnosti (%) 1)2) | Lokální hodnota průniku (%) 1)2) |
| ---------------- | ---------------- | ----------------------------- | --------------------------- | ---------------------------------- | -------------------------------- |
| Skupina E EPA    | E10              | ≥ 85                          | ≤ 15                        | – 3)                               | – 3)                             |
| Skupina E EPA    | E11              | ≥ 95                          | ≤ 5                         | – 3)                               | – 3)                             |
| Skupina E EPA    | E12              | ≥ 99,5                        | ≤ 0,5                       | – 3)                               | – 3)                             |
| Skupina H HEPA   | H13              | ≥ 99,95                       | ≤ 0,05                      | ≥ 99,75                            | ≤ 0,25                           |
| Skupina H HEPA   | H14              | ≥ 99,995                      | ≤ 0,005                     | ≥ 99,975                           | ≤ 0,025                          |
| Skupina U ULPA   | U15              | ≥ 99,999 5                    | ≤ 0,000 5                   | ≥ 99,997 5                         | ≤ 0,002 5                        |
| Skupina U ULPA   | U16              | ≥ 99,999 95                   | ≤ 0,000 05                  | ≥ 99,999 75                        | ≤ 0,000 25                       |
| Skupina U ULPA   | U17              | ≥ 99,999 995                  | ≤ 0,000 005                 | 99,999 9                           | ≤ 0,000 1                        |

1)viz bod 7.5.2 a EN 1822-4
2)lokální hodnoty nižší než uvedené v tabulce mohou být dohodnuty mezi dodavatelem a kupujícím
3)filtry ze skupiny E nesmí a neměly by být zkoušeny zkouškou na protékání pro klasifikační účely

## Základní parametry filtru
- Účinnost filtrace – schopnost filtračního zařízení nebo filtračního materiálu zadržovat prach, vypočtena jako poměr množství (hmoty, počtu částic) prachu zadrženého filtrem k množství prachu na vstupu do filtru

{\displaystyle n={\frac {S1-S2}{S1}}}
S1 – koncentrace prachu na vstupu do filtru (mg/m3) nebo (počet částic/m3)
S2 – koncentrace prachu na výstupu z filtru (mg/m3) nebo (počet částic/m3)
- Celková účinnost

1. účinnost zadržení celkové hmoty prachu bez zohlednění rozdělení na frakce (–) nebo (%)
2. průměrná účinnost pro celý povrch filtru v daných provozních podmínkách (–) nebo (%)
- Částečná účinnost (frakční) – účinnost určovaná pro stanovený průměr (nebo rozmezí průměru) částic, dle způsobu označení rozlišujeme číselnou nebo váhovou (–) nebo (%)
- Činitel prostupu (penetrace, průniku) – poměr množství prachu na výstupu z filtru k množství prachu na vstupu do filtru (–) nebo (%)
- Prachový objem filtru – hmotnost prachu zadrženého filtrem na jednotku povrchu filtrace, při které nastal mezní stav filtru (g/m2)
- Ztráta tlaku při průtoku vzduchu filtrem (odpor průtoku vzduchu, pokles tlaku vzduchu) – rozdíl statického tlaku před a za filtrem (Pa)
- Počáteční odpor průtoku – pokles statického tlaku vzduchu na nezaprášeném filtru při nominální koncentraci průtoku vzduchu (Pa)
- Koncový odpor průtoku (horní mezní hodnota) – hodnota stanovena výrobcem, po jejím dosažení by měl být filtrační materiál vyměněn (Pa)
- Koncový stav filtru – stav, ve kterém odpor filtru dosáhl horní mezní hodnotu nebo ve kterém účinnost filtrace klesla pod hodnotu považovanou dle metodiky měření za nejméně přípustnou
- Nominální intenzita průtoku vzduchu – intenzita průtoku vzduchu filtrem stanovena výrobcem odpovídající provozním podmínkám, pro které byl filtr navržen, při hustotě vzduchu 1,20 kg/m3, vyjádřená v (m3/s)
- Čelní povrch filtru – povrch příčného průřezu filtru včetně rámu (m2)
- Aktivní povrch filtru – povrch příčného průřezu filtru, kterým prochází vzduch (m2)
- Efektivní povrch filtračního materiálu – část povrchu filtru, kterým prochází vzduch (bez lepených povrchů, prutů apod.) (m2)
- Vstupní rychlost – objemový proud vzduchu (m3/s) dělený čelním povrchem filtru (m/s)
- Průtoková rychlost – objemový proud vzduchu (m3/s) dělený aktivním povrchem filtru (m/s)
- Filtrační rychlost – objemový proud vzduchu (m3/s) dělený efektivním povrchem filtračního materiálu (m/s)
- Klasifikace vzduchových filtrů – zařazení vzduchových filtrů do příslušných skupin a tříd na základě hodnoty parametrů filtrace (účinnosti nebo prostupu) určovaných pomocí speciálních zkušeních procedur popsaných v normách